# Rhynchospora cacuminicola
Rhynchospora cacuminicola är en halvgräsart som beskrevs av Shirley Gale. Rhynchospora cacuminicola ingår i släktet småag, och familjen halvgräs. Inga underarter finns listade i Catalogue of Life.